# طبقه‌بندی مواد شیمیایی
طبقه‌بندی مواد شیمیایی(به انگلیسی: Chemical classification) سیستمی نظامند برای نامگذاری ترکیبات و عناصر شیمیایی بر اساس یک خاصیتی مشترک در آن‌ها است. یکی از این روش‌ها بر اساس وجود یک عنصر مشترک در آن‌ها است مانند اکسیدها یا یدیدها. روش‌های دیگر می‌تواند بر اساس وجود یک گروه عاملی، ساختار شیمیایی مواد یا پیوندهای بین ذرات باشد. همچنین می‌توان مواد را بر اساس واکنش پذیری یا نوع واکنش‌هایی که انجام می‌دهند در گروه‌های مختلف طبقه‌بندی کرد، به عنوان مثال اسیدها و بازها بر اساس خاصیت جذب یا آزاد سازی یون {\displaystyle H^{+}} در واکنش‌های شیمیایی، دسته‌بندی می‌شوند. همچنین این دستور عمل‌های نامگذاری برای ترکیبات آلی و معدنی متفاوت است که توسط اتحادیه بین‌المللی شیمی محض و کاربردی تعریف شده‌است.

## طبقه‌بندی بر پایه خصوصیات فیزیکی-شیمیایی
- بر اساس وزن مولکولی
- بر اساس بار الکتریکی
- بر اساس انحلال‌پذیری
- بر اساس پی‌اچ

## طبقه‌بندی بر اساس عامل‌ها
- بر اساس گروه عاملی

## طبقه‌بندی بر اساس چند خصوصیت
- سیستم طبقه‌بندی شیمیایی درمانی آناتومیک